# Theophilus Beckford
Pour les articles homonymes, voir Beckford.
Theophilus Beckford (1935-2001) est un pianiste et chanteur jamaïcain et l'un des pionniers de la musique populaire jamaïcaine lors de la transition du rhythm and blues au ska. Il enregistre dès le milieu des années 1950 (les premiers mento) jusqu'aux années 1980.

## Biographie
Né à Kingston, dans le quartier de Trenchtown, Beckford est le deuxième de trois fils. Il apprend le  piano à la maison Boys' Town pour les garçons indigents de l'ouest de Kingston. Il est d'abord inspiré par Rosco Gordon ou Fats Domino. Il travaille avec le producteur Stanley Motta, accompagnant les Calypsonians. Son jeu de piano contribue à définir le son et le feeling de la musique ska, par opposition au rhythm & blues jamaïcain de la fin des années 1950.
Dès 1958, il enregistre le légendaire Easy Snappin', produit par Coxsone Dodd, morceau de rhythm and blues réputé pour être un des premiers pré-ska, et qui deviendra aussi son surnom. Le single est no 1 en Jamaïque et reste classé pendant dix-huit mois, se vendant également bien au Royaume-Uni. Bien qu'étant crédité en tant qu'auteur, Beckford ne reçoit aucun droit d'auteur.
Un second succès suit avec Jack & Jill Shuffle et quelques autres singles sont enregistrés pour Coxsone Dodd avant qu'il ne forme son propre label King Pioneer en 1961 (après Spade à la fin des années 1950). La majeure partie de son travail enregistré se fait en tant que musicien de studio avec des groupes tels que Clue J & His Blues Blasters, et il enregistre beaucoup pour Dodd et Duke Reid, ainsi que pour Prince Buster, Leslie Kong et Clancy Eccles. Il est aussi l'auteur de titres tels que She Is Gone (1960), Rolling Stone ou Reedeem.
En 1976, il participe à l'enregistrement du fameux Fade Away de Junior Byles et apparaît en 1978 dans le film Rockers, interprétant son propre rôle.
En 1991, Beckford joue dans le show de Studio One, The Beat Goes On: 35 years in the Business, à la National Arena de Kingston. En 1992, Easy Snappin' est utilisé dans une publicité télévisée pour des jeans, mais encore une fois, Beckford ne touche aucune royalties. Bien qu'il ait joué sur des centaines de disques populaires, le manque de gains financiers est un sujet de préoccupation constant pour Beckford, comme il le dit en 2000 : « Aujourd'hui, j'écoute de la musique à la radio et au sound system et je reconnais que j'ai créé certaines de ces chansons. Je suis convaincu que je ne suis pas pleinement reconnu pour mon travail ».
Theo Beckford meurt le 19 février 2001 des suites de blessures causées par un coup de machette à la tête après une dispute avec un voisin dans la région de Washington Gardens à Kingston. Il laisse 9 enfants.